# Jaime Alfonsín Alfonso
Jaime Alfonsín Alfonso (Lugo, 18 d'agost de 1956) és un advocat gallec, cap de la Casa Reial espanyola del 2014 al 2024.
El 1978 es va llicenciar en Dret per a la Universitat Autònoma de Madrid i el 1980 va entrar al Cos Superior d'Advocats de l'Estat on va treballar per les Delegacions d'Hisenda de Terol i Conca, pel Ministeri de la Presidència, pel Tribunal Suprem d'Espanya i per l'Assessoria Jurídica de la Comissió Europea.
El 1982 va ser nomenat Director General de Cooperació amb els Règims Autonòmics del Ministeri d'Administració Territorial pel llavors ministre Luis Cosculluela Montaner. De 1984 a 1992 va ser Secretari General i cap de l'assessoria jurídica de Barclays Bank i des de 1992 a 1995 ha exercit l'advocacia en el despatx Uría & Menéndez. Ha estat professor de Dret de la Unió Europea a la Universitat Pontifícia de Comillas i va ser professor de Dret Fiscal a la Universitat Autònoma de Madrid.
Al desembre de 1995, es va incorporar a la Casa Reial Espanyola com a Cap de la Secretaria del Príncep d'Astúries. El 23 de juny de 2014 va ser nomenat cap de la Casa Reial Espanyola. El gener de 2024, Alfonsín va ser substituït pel diplomàtic Camilo Villarino com a Cap de la Casa Reial i nomenat "conseller privat" del rei.